# Gustav Otto
Gustav Otto (Colônia, 12 de janeiro de 1883 — 28 de fevereiro 1926) foi um designer de aviões e construtor de motores alemão.
Filho de Nikolaus Otto, fundador da N. A. Otto & Cies (mais tarde chamada de Deutz AG) e inventor do motor de combustão interna quatro tempos. É importante considerar que seu interesse por motores, mais especificamente sua construção, era algo que ele herdou desde muito jovem de seu pai.

## Fundação da BMW
Fundou a BMW juntamente com Karl Rapp com o intuito de produzir motores para aviões, mas após a Primeira Guerra Mundial, devido ao Tratado de Versailles, foi proibido de construí-los. Por esse motivo passou a produzir motocicletas, e mais tarde dedicou-se também à fabricação de automóveis.